# Draft 2005 de la NFL
2004 2006
La draft 2005 de la NFL est la 70e draft annuelle de la National Football League, permettant aux franchises de football américain de sélectionner des joueurs universitaires éligibles pour jouer professionnels. Elle s'est déroulée entre le 23 et le 24 avril 2005 au Jacob K. Javits Convention Center de New York.

## Draft
La Draft se compose de 7 tours ayant, généralement, chacun 32 choix. L'ordre de sélection est décidé par le classement général des équipes durant la saison précédente, donc l'équipe ayant eu le moins de victoires va repêcher en premier et ainsi de suite jusqu'au gagnant du Super Bowl. Les équipes peuvent échanger leurs choix de repêchage, ce qui fait en sorte que l'ordre peut changer.
Les équipes peuvent enfin recevoir des choix compensatoires. Ces choix sont à la fin des tours et il n'est pas possible pour les équipes de les échanger. Les choix compensatoires sont remis aux équipes ayant perdu plus de joueurs (et de meilleure qualité) qu'ils en ont signés durant la période d'agent libre.
- ° : Intronisé au Pro Football Hall of Fame
- † : Joueur sélectionné pour le Pro Bowl

### Premier tour
| Choix | Équipe                             | Joueur                 | Postes           | Université                              | Notes                      |
| ----- | ---------------------------------- | ---------------------- | ---------------- | --------------------------------------- | -------------------------- |
| 1     | 49ers de San Francisco             | Alex Smith †           | Quarterback      | Utes de l'Utah                          |                            |
| 2     | Dolphins de Miami                  | Ronnie Brown †         | Running back     | Tigers d'Auburn                         |                            |
| 3     | Browns de Cleveland                | Braylon Edwards †      | Wide receiver    | Wolverines du Michigan                  |                            |
| 4     | Bears de Chicago                   | Cedric Benson          | Running back     | Longhorns du Texas                      |                            |
| 5     | Buccaneers de Tampa Bay            | Carnell Williams (en)  | Running back     | Tigers d'Auburn                         |                            |
| 6     | Titans du Tennessee                | Adam Jones †           | Cornerback       | Mountaineers de la Virginie-Occidentale |                            |
| 7     | Vikings du Minnesota               | Troy Williamson (en)   | Wide receiver    | Gamecocks de la Caroline du Sud         | Raiders → Vikings,         |
| 8     | Cardinals de l'Arizona             | Antrel Rolle †         | Cornerback       | Hurricanes de Miami                     |                            |
| 9     | Redskins de Washington             | Carlos Rogers (en) †   | Cornerback       | Tigers d'Auburn                         |                            |
| 10    | Lions de Détroit                   | Mike Williams (en)     | Wide receiver    | Trojans d'USC                           |                            |
| 11    | Cowboys de Dallas                  | DeMarcus Ware †        | Linebacker       | Trojans de Troy                         |                            |
| 12    | Chargers de San Diego              | Shawne Merriman †      | Linebacker       | Terrapins du Maryland                   | Giants → Chargers,         |
| 13    | Saints de La Nouvelle-Orléans      | Jammal Brown (en) †    | Offensive tackle | Sooners de l'Oklahoma                   | Texans → Saints,           |
| 14    | Panthers de la Caroline            | Thomas Davis †         | Linebacker       | Bulldogs de la Géorgie                  |                            |
| 15    | Chiefs de Kansas City              | Derrick Johnson †      | Linebacker       | Longhorns du Texas                      |                            |
| 16    | Texans de Houston                  | Travis Johnson (en)    | Defensive tackle | Seminoles de Florida State              | Saints → Texans            |
| 17    | Bengals de Cincinnati              | David Pollack (en)     | Linebacker       | Bulldogs de la Géorgie                  |                            |
| 18    | Vikings du Minnesota               | Erasmus James (en)     | Defensive end    | Badgers du Wisconsin                    |                            |
| 19    | Rams de Saint-Louis                | Alex Barron (en)       | Offensive tackle | Seminoles de Florida State              |                            |
| 20    | Cowboys de Dallas                  | Marcus Spears (en)     | Defensive end    | Tigers de LSU                           | Bills → Cowboys,           |
| 21    | Jaguars de Jacksonville            | Matt Jones (en)        | Wide receiver    | Razorbacks de l'Arkansas                |                            |
| 22    | Ravens de Baltimore                | Mark Clayton (en)      | Wide receiver    | Sooners de l'Oklahoma                   |                            |
| 23    | Raiders d'Oakland                  | Fabian Washington (en) | Cornerback       | Cornhuskers du Nebraska                 | Seahawks → Raiders,        |
| 24    | Packers de Green Bay               | Aaron Rodgers †        | Quarterback      | Golden Bears de la Californie           |                            |
| 25    | Redskins de Washington             | Jason Campbell         | Quarterback      | Tigers d'Auburn                         | Broncos → Redskins,        |
| 26    | Seahawks de Seattle                | Chris Spencer (en)     | Centre           | Rebels d'Ole Miss                       | Jets → Raiders, → Seahawks |
| 27    | Falcons d'Atlanta                  | Roddy White †          | Wide receiver    | Blazers de l'UAB                        |                            |
| 28    | Chargers de San Diego              | Luis Castillo (en)     | Defensive tackle | Wildcats de Northwestern                |                            |
| 29    | Colts d'Indianapolis               | Marlin Jackson (en)    | Cornerback       | Wolverines du Michigan                  |                            |
| 30    | Steelers de Pittsburgh             | Heath Miller †         | Tight end        | Cavaliers de la Virginie                |                            |
| 31    | Eagles de Philadelphie             | Mike Patterson (en)    | Defensive tackle | Trojans d'USC                           |                            |
| 32    | Patriots de la Nouvelle-Angleterre | Logan Mankins †        | Offensive guard  | Bulldogs de Fresno State                |                            |

#### Échanges1ertour
1. ↑    1. 7 Oakland échange ses choix de premier (7e) et de 7e tour (219e) avec le Minnesota en échange du wide receiver Randy Moss.
2. ↑    1. 12 Les Giants échangent leur sélection du troisième tour (65e) en 2004 et les sélections du premier (12e) et du cinquième tour (144e) en 2005 avec San Diego en échange du quarterback Eli Manning.
3. ↑    1. 13 La Nouvelle-Orléans échange ses sélections de premier et troisième tour (16e et 66e) avec Houston en échange de la sélection du premier tour de Houston (13e).
4. ↑    1. 16 voir #13 Texans → Saints
5. ↑    1. 20 Buffalo échange sa sélection de premier tour (20e) en 2005 avec ses sélections de deuxième et cinquième tour (43e et 144e) en 2004 avec Dallas en échange de la sélection de premier tour de Dallas (22e) en 2004.
6. ↑    1. 23 Seattle échange sa sélection de premier tour (23e) avec Oakland en échange des sélections de premier et cinquième tour d’Oakland (26e et 105e).
7. ↑    1. 25 Denver échange sa sélection du premier tour (25e) avec Washington en échange de la sélection du troisième tour de Washington (76e) et des sélections des premier et quatrième tours (22e et 119e) en 2006.
8. ↑    1. 26 Les Jets échangent leurs sélections des premier et septième tours (26e et 230e) avec Oakland en échange des sélections d'Oakland de deuxième tour (47e) et de deux sixième tours (182e et 185e) et du tight end Doug Jolley (en).
9. ↑    1. 26 voir #23 Seahawks → Raiders

### Joueurs notables sélectionnés aux tours suivants
| Choix | Équipe                             | Joueur                     | Postes           | Université                       | Notes                                 |
| ----- | ---------------------------------- | -------------------------- | ---------------- | -------------------------------- | ------------------------------------- |
| 41    | Titans du Tennesse                 | Michael Roos (en) †        | Offensive tackle | Eagles d'Eastern Washington      | Lions → Titans,                       |
| 45    | Seahawks de Seattle                | Lofa Tatupu †              | Linebacker       | Trojans d'USC                    | Panthers → Seahawks,                  |
| 51    | Packers de Green Bay               | Nick Collins †             | Safety           | Wildcats de Bethune–Cookman (en) | Saints → Packers,                     |
| 57    | Jets de New York                   | Justin Miller (en) †       | Cornerback       | Tigers de Clemson                |                                       |
| 61    | Chargers de San Diego              | Vincent Jackson †          | Wide receiver    | Bears de Northern Colorado       |                                       |
| 65    | 49ers de San Francisco             | Frank Gore †               | Running back     | Hurricanes de Miami              |                                       |
| 74    | Giants de New York                 | Justin Tuck †              | Defensive end    | Fighting Irish de Notre-Dame     |                                       |
| 79    | Panthers de la Caroline            | Evan Mathis †              | Offensive guard  | Crimson Tide de l'Alabama        |                                       |
| 81    | Rams de Saint-Louis                | Richie Incognito †         | Centre           | Cornhuskers du Nebraska          |                                       |
| 99    | Chief de Kansas City               | Dustin Colquitt †          | Punter           | Volunteers du Tennessee          |                                       |
| 109   | Cowboys de Dallas                  | Marion Barber †            | Running back     | Golden Gophers du Minnesota      |                                       |
| 114   | Texans de Houston                  | Jerome Mathis (en) †       | Wide receiver    | Pirates de Hampton               |                                       |
| 130   | Chargers de San Diego              | Darren Sproles †           | Running back     | Wildcats de Kansas State         |                                       |
| 146   | Eagles de Philadelphie             | Trent Cole (en) †          | Defensive end    | Bearcats de Cincinnati           | Redskins → Eagles,                    |
| 200   | Broncos de Denver                  | Chris Myers (en) †         | Offensive guard  | Hurricanes de Miami              |                                       |
| 213   | Ravens de Baltimore                | Derek Anderson †           | Quarterback      | Beavers d'Oregon State           |                                       |
| 224   | Cowboys de Dallas                  | Jay Ratliff †              | Defensive tackle | Tigers d'Auburn                  |                                       |
| 230   | Patriots de la Nouvelle-Angleterre | Matt Cassel †              | Quarterback      | Trojans d'USC                    | Vikings → Jets, → Raiders → Patriots, |
| ND    | Panthers de la Caroline            | Lorenzo Alexander †        | Linebacker       | Golden Bears de la Californie    |                                       |
| ND    | Browns de Cleveland                | Josh Cribbs †              | Kick returner    | Golden Flashes de Kent State     |                                       |
| ND    | Cowboys de Dallas                  | Jon Condo (en) †           | Long snapper     | Terrapins du Maryland            |                                       |
| ND    | Broncos de Denver                  | Brandon Browner †          | Cornerback       | Beavers d'Oregon State           |                                       |
| ND    | Dolphins de Miami                  | John Denney (en) †         | Long snapper     | Cougars de BYU                   |                                       |
| ND    | Vikings du Minnesota               | Heath Farwell (en) †       | Linebacker       | Aztecs de San Diego State        |                                       |
| ND    | Patriots de la Nouvelle-Angleterre | Robbie Gould †             | Kicker           | Nittany Lions de Penn State      |                                       |
| ND    | Saints de La Nouvelle-Orléans      | Louis-Philippe Ladouceur † | Long snapper     | Golden Bears de la Californie    |                                       |
| ND    | Giants de New York                 | Cameron Wake †             | Linebacker       | Nittany Lions de Penn State      |                                       |
| ND    | Steelers de Pittsburgh             | John Kuhn †                | Fullback         | Raiders de Shippensburg (en)     |                                       |
| ND    | Seahawks de Seattle                | Leonard Weaver (en) †      | Fullback         | Eagles de Carson-Newman (en)     |                                       |

#### Échanges tours suivants
1. ↑    1. 41 Le Tennessee échange sa sélection de deuxième tour (37e) avec Détroit en échange des sélections de deuxième et quatrième tours de Détroit (41e et 113e).
2. ↑    1. 45 Les Panthers échangent leur sélection de deuxième tour (45e) avec Seattle pour une sélection de deuxième tour (54e et deux de quatrième tour de Seattle (121e et 126e).
3. ↑    1. 51 La Nouvelle-Orléans échange sa sélection de deuxième tour (51e) et le quarterback J. T. O'Sullivan (en) avec Green Bay en échange du cornerback Mike McKenzie (en) et du choix de sixième tour de Green Bay (174e).
4. ↑    1. 146 Washington échange sa sélection de cinquième tour (146e) avec Philadelphie en échange du wide receiver James Thrash (en).
5. ↑    1. 230 Le Minnesota échange sa sélection du septième tour (230e) avec les Jets en échange du linebacker Sam Cowart (en).
6. ↑    1. 230 voir #26 Jets → Raiders
7. ↑    1. 230 La Nouvelle-Angleterre échange sa sélection de sixième tour (175e) avec Oakland pour la sélection de septième tour d’Oakland (230e) et la sélection de cinquième tour (136e) en 2006.